# ブルーノ・ヌネス・ジ・バホス
ブルーノ・トゥバロン（Bruno Tubarão）ことブルーノ・ヌネス・ジ・バホス（ポルトガル語: Bruno Nunes de Barros、1995年3月5日 - ）は、ブラジルのサッカー選手。ポジションはMF。

## クラブ歴
ADカボフリエンセで選手となり、カンピオナート・カリオカで出場した。その間にマドゥレイラECやサンパイオ・コヘイアFEに期限付き移籍をした。2018年にカンピオナート・ブラジレイロ・セリエB所属のボアECに期限付き移籍し32試合出場のブレークスルーを果たした。しかしボアは降格してしまい、2019年にレッドブル・ブラジルに完全移籍した。同年4月にレッドブル・ブラジルはCAブラガンチーノと合併しレッドブル・ブラガンチーノとなったため、再びカンピオナート・ブラジレイロ・セリエBでプレーする事となった。翌年に昇格し、カンピオナート・ブラジレイロ・セリエAに参戦した。